# كتيبة جنين
كتيبة جنين هي تنظيم فلسطيني مسلح ظهر في عام 2021 في مدينة جنين، وتتخذ من مخيم جنين في مدينة جنين (شمال الضفة الغربية المحتلة) مقراً لها، وتعد من المجموعات الحديثة الناشئة في الضفة الغربية، تم توضيح نهج المجموعات وذلك بتأكيدها على عدم ترك البندقية تحت أي ظرف وتوجيهها نحو الاحتلال ومستوطنيه ومن يساندهم من العملاء فقط، وأن هذه البندقية لن تطلق رصاصة بالهواء. ولدت ما باتت تعرف بـ«كتيبة جنين»، والتي انطلقت من مخيم جنين شمال الضفة الغربية، نتيجة عدة عوامل أبرزها عملية نفق الحرية (هروب 6 أسرى فلسطينيين من سجن جلبوع وإعادة اعتقالهم) في سبتمبر/ أيلول 2021، وقبلها ما أطلق عليه فلسطينياً اسم «معركة سيف القدس» في مايو/أيار 2021.

## البداية
كان الإعلان الأول عن ميلاد «كتيبة جنين»، كتيبة تابعة لسرايا القدس، الجناح العسكري لحركة الجهاد الإسلامي، في سبتمبر/أيلول من عام 2021، مرتبطاً بـ«نفق الحرية»، والاستعداد للدفاع عن الأسرى الفارين من سجون الاحتلال، واحتضانهم في مخيم جنين، لتنفذ في تلك المرحلة عمليات تغطية باتجاه الحواجز الإسرائيلية، والتي سميت بمصطلح «الإرباك»، استعارة من الإرباك الليلي الذي عرفه قطاع غزة ضد الاحتلال الإسرائيلي، وقد كان إرباك جنين بإطلاق الرصاص على الحواجز الإسرائيلية بالتوازي مع قيام الشبان بإشعال الإطارات.
لكن حالة المقاومة تلك وبذلك الشكل وإن كان من غير إعلان، ترافقت مع العدوان على قطاع غزة في مايو/أيار 2021، والتي عرف من روادها الشهيد جميل العموري الذي اغتاله جيش الاحتلال في يونيو/حزيران 2021، وارتبطت لاحقاً بسبب ذلك اسم كتيبة جنين باسمه، وهو صاحب لقب «مجدد الاشتباك» وقد أعلنت فيما بعد أنه المؤسس لهذه الكتيبة.
ومنتصف سبتمبر 2021، أُعلن كذلك ما سماه الشبان المقاومون في مخيم جنين «غرفة العمليات المشتركة لفصائل المقاومة» كاستعارة أيضاً من غرفة العمليات المشتركة لفصائل المقاومة في قطاع غزة، وصار في حينه يجوب مقاتلون أزقة المخيم معلنين الاستنفار والاستعداد لصد أي اقتحام أو هجوم إسرائيلي، بالتوازي مع التفاعل العام مع أسرى «نفق الحرية».
ارتبط عدد من بيانات «كتيبة جنين» للإعلان عن عمليات ضد الاحتلال، بـ«مقاتلي حزام النار»، الأمر الذي عبر عن مجموعة مقاتلي سرايا القدس (الجهاد الإسلامي)، وكتائب شهداء الأقصى (حركة فتح)، ولاحقاً ظهر اسم «لواء الشهداء» في مخيم جنين- كتائب شهداء الأقصى (حركة فتح)، وعدة مرات ظهر مقاتلون يرتدون عصبات على رؤوسهم بشعار كتائب القسام (حماس) في المخيم، وظهر كذلك مسلحون باسم كتائب القسام بعرض عسكري في أرض زراعية بداية شهر سبتمبر من عام 2021.

## البذرة التي زرعها الشهداء

### المؤسس جميل العموري
ارتبطت «كتيبة جنين» باسم ابن المُخيّم الشهيد جميل العموري (25 عاماً)، والذي اغتالته قوات الاحتلال الإسرائيلي في العاشر من يونيو/ حزيران 2021، انتمى لحركة الجهاد الإسلاميّ التي نعته بعد استشهاده كأحد كوادرها العسكريّة في المخيم ومؤسس كتيبة جنين، وقد كان أبرز المطلوبين للاحتلال في المُخيّم لتنفيذه عدّة عمليات إطلاق نارٍ استهدفت حاجزي الجلمة ودوتان في محيط جنين، خلال معركة «سيف القدس» لكن نشاط العموري لم يتقصر على ذلك، فقد ساهم بشكلٍ فعّالٍ في تشكيل خلايا عسكريّة نشطة داخل المُخيّم، وهي الخلايا التي ستكون فيما بعد نواةً لـ«كتيبة جنين»، ومن هنا بدأ التشكل الفعليّ للكتيبة التي شقّ دربها العموري، وغادر دون أن يراها تكبر وتتوسع، ويتصاعد فعلها، وقد اتخذت من العموري أباً روحيّاً لها، ولم تعد تُذكر الكتيبة دون ذكر العموري، ولا تُرفع رايتها خاليةً من اسمه أو صورته. يقول أحد مقاتلي الكتيبة: «جميل كان سيقود مرحلة جديدة من المقاومة.. هو استشهد ونحن اليوم نكمل الدرب بعده».

### عبد الله الحصري
بعد استشهاد المؤسس جميل العموري أصبح عبد الله الحصري قائد ميداني في الكتيبة حيث استطاع قيادة مرحلة جديدة من المقاومة واكمال الدرب الذي بدأ به جميل العموري وهو أحد الأبطال المجاهدين الذين ترعرعوا في صفوف سرايا القدس، الذراع العسكري لحركة الجهاد الإسلامي منذ نعومة أظافره، ترك دراسته في سن مبكر؛ نتيجة اعتقاله على أيدي قوات الاحتلال الإسرائيلي، وهو في السابعة عشرة من عمره، وكان محبوبًا لدى شباب المخيم وله اصدقاء كُثر وكان استشهاده في تاريخ 1 مارس 2022 بعد اشتباك مسلح عنيف مع قوات خاصة صهيونية أسفرت عن اصابة جنديين اسرائيليين، أثر كبيرا في نفوس شباب المخيم مما ازداد بعد استشهاده حدة المقاومة في المخيم وانخرط الكثير من الشباب في العمل المسلح لدى كتيبة جنين.

### سيف أبو لبدة
كانت مشاركة الشهيد سيف أبو لبدة من طولكرم في مسيرة الكتيبة العسكريّة في الأول من أبريل/ نيسان 2022، قبل أن تغتاله بعد ذلك بساعاتٍ قواتُ الاحتلال في تاريخ 2 أبريل 2022، برفقة الشهيدين صائب عباهرة وخليل طوالبة بعد اشتباك مسلح بالقرب من بلدة عرابة جنوب جنين أسفرت عن أصابة 4 جنود من وحدة اليمام الخاصة أحداهم بجروح خطيرة ، تدلّ على الإشارات على أنَّ الكتيبة تشقّ امتداداتٍ لها خارج مخيّم جنين، وإن كان على مستوى التأثر والمحاكاة لا على مستوى التنظيم المباشر.

### داوود الزبيدي
احد قادة كتائب شهداء الاقصى الجناح العسكري لحركة فتح في جنين وكان قائد ميدانيا بارزا في مخيم جنين حيث كان قائد لواء الشهداء" في مخيم جنين- كتائب شهداء الأقصى (حركة فتح) وسعى داوود الزبيدي إلى تحقيق الوحدة داخل المخيم وهو شقيق الاسير زكريا الزبيدي إحدى الاسرى الذين هربوا من سجن جلبوع وابن الشهيدة سميرة الزبيدي، وشقيق الشهيد طه الزبيدي. وأصيب داوود الزبيدي خلال اشتباكات مسلحة مع قوات الاحتلال الصهيوني في محيط مخيم جنين ، أسفرت عن مقتل ضابط من القوات الخاصة الاسرائيلية واعتقاله وهو مصاب مع آخرون،وصرح نادي الآسير أن عملية إطلاق النار عليه كانت بهدف قتله وتصفيته، فمنذ نقل الزبيدي للعلاج في مشفى “رمبام” الإسرائيليّ، أعلن المتطرف “بن غفير” تهديداته والتحريض على قتله، حيث توجه بعد اعتقاله إلى المستشفى التي يُحتجز فيها، وبدأ بالتحريض على قتله قبل ان يستشهد بعد يومين من اعتقاله بتاريخ 15 مايو 2022 وبعد استشهاده اعلنت الكتيبة النفير العام وخرجت مسيرات غضب واعلنت اضراب شامل في الضفة الغربية لمواجهة التحديات والجرائم الإسرائيلية.

## الدعم
تتلقى الكتيبة دعمًا من سرايا القدس الجناح العسكري لحركة الجهاد الاسلامي في فلسطين.

## الملاحقة من السلطة الوطنية الفلسطينية
أمام تصاعد فعل المقاومة لـ«كتيبة جنين» تصاعدت أيضاً ملاحقة الاحتلال والأجهزة الأمنيّة الفلسطينيّة للمقاتلين في الكتيبة، وقد أكدّ الأول في تصريحات عدة أنّه يعتمد على السلطة في إعادة السيطرة على المخيّم. ويبلغ اليوم عدد المطلوبين من مقاتلي الكتيبة نحو 40 شاباً بعضهم مطاردٌ منذ مايو/ أيار 2021، ومعظمهم لا ينامون في منازلهم، ولا يخرجون من المُخيّم الذي بات أمانهم الوحيد، وقد أصبح اقتحامه من قبل الاحتلال يترتب عليه ثمنٌ كبيرٌ، ولا يمرّ دون عمليات إطلاق نار واشتباك وارتقاء شهداء.
ولا يشير الرقم السابق إلا لمن يوصفون أنّهم «محروقين»، أي قد كُشف عملهم العسكريّ للاحتلال والسلطة وباتوا مطاردين، وهي صفة بات يطلقها المقاتلون على بعضهم البعض «محروق» و«مش محروق». ويتعمد المُصنَّفون ضمن المجموعة الثانية الابتعاد عن الأضواء أو الحديث للإعلام، ولا يُنفّذون عملياتٍ مشتركة مع أفراد من المجموعة الأولى، وذلك بهدف المحافظة على استمرارية عملهم.
من جانبها، كثّفت الأجهزة الأمنيّة من ملاحقة مقاومي المُخيّم منذ نوفمبر/ تشرين الثاني 2021، إثر جنازة القياديّ في حركة «حماس» وصفي كبها وما ظهر فيها من مظاهر عسكريّة وسط المدينة. يقول أحد المطلوبين للسلطة وهو مطاردٌ أيضاً للاحتلال: «المخابرات الفلسطينيّة أعدّت قائمةً للمطلوبين من المُخيّم تشمل 20 اسماً من بينهم اثنان قاصران، كلهم مطلوبون أيضاً للجيش، وهو ما أدّى لتصاعد التوتر بين المخيم والسلطة». وفي ساحة المُخيّم جُدّدت لوحةٌ كبيرةٌ تحمل صور شهداء معركة جنين، ومقابلها رُفعت يافطة تطالب السلطة بالإفراج عن ثلاثة من المعتقلين لديها والمطلوبين للاحتلال.
وما زاد الأمر احتقاناً حادثة اعتداء الأجهزة الأمنيّة في السابع من ديسمبر/ كانون الأوّل على ثلاثة فتية من المُخيّم، أحدهم ابن الأسير زكريا الزبيدي، وقد اعتبر شبان المخيم هذا الاعتداء استهدافاً للمخيم، وردّوا بإطلاق النار على مقرات الأجهزة الأمنيّة والمقاطعة في المدينة. وأمام هذا التوتر، صعّد محافظ جنين أكرم رجوب من تصريحاته تجاه المقاتلين في المخيّم، واتهمهم بأنهم «خارجون عن القانون وتطاولوا على رجال الأمن».

## كتيبة جنين اليوم
تشقّ «كتيبة جنين» اليوم طريقَها كامتدادٍ للمقاومة في مخيمها، وكتجربةٍ جمعيّة تخلق زخماً يرتفع بالحالة النضاليّة في الضفّة الغربيّة. تشكّلت هذه الكتيبة في ظل ظروفٍ أمنيّة صعبة ومعقّدة خلقتها سلطات الاحتلال بالتعاون مع السلطة الفلسطينيّة، وشهدت تصاعداً عاماً بعد عامٍ من بعد انتهاء الانتفاضة الثانيّة، إلى درجة «استحال» فيها وجود تنظيم مقاوم في الضفّة. يترك هذا الواقع مقاتلي الكتيبة في حالة استنزافٍ ماديّ ومعنويّ متمثلٍ بالملاحقة والمطاردة وصولاً لعمليات الاغتيال. والظروف كهذه، تبقى بعض الأسئلة مفتوحةً على عدة إجابات، من المبكر ربما توقعها اليوم، وهي أسئلة تتعلق بإمكانيات تطوّر هذه التجربة وتوّسع أدواتها وفاعليتها الاستراتيجية، ومدى قدرتها على الاستمرار.
وتشير توصيفات، إلى أن كتيبة جنين، إلى جانب المجموعات الأخرى، ساهمت في خلق حالة أقرب إلى "انتفاضة تحت السلطة"، تساهم فيها السلطة الفلسطينية، بقمع حالة الانتفاض الفلسطينية من خلال سلسلة من عمليات الاعتقال السياسي.